# Ancylolomia taprobanensis
Ancylolomia taprobanensis is een vlinder uit de familie grasmotten (Crambidae). De wetenschappelijke naam van deze soort is voor het eerst geldig gepubliceerd in 1863 door Zeller.
De soort komt voor in tropisch Afrika.